# Биябиян
Биябиян (фр. Bidjabidjan) — город в Экваториальной Гвинее, расположен в провинции Ке-Нтем.

## Географическое положение
Биябиян расположен на границе с Камеруном.

## Демография
Население города по годам:
| 2001  | 2010  |
| ----- | ----- |
| 5 167 | 4 802 |